# Parafia Niepokalanego Poczęcia Najświętszej Maryi Panny i św. Antoniego z Padwy w Postawach
Parafia Niepokalanego Poczęcia Najświętszej Maryi Panny i Świętego Antoniego z Padwy w Postawach (biał. Парафія Беззаганнага Зачацця Найсвяцейшай Дзевы Марыі і Святога Антонія Падуанскага y Паставах) – parafia rzymskokatolicka w Postawach. Jest siedzibą dekanatu postawskiego diecezji witebskiej. Została utworzona w XVI w. Parafię prowadzą księża Najświętszego Serca Jezusowego.

## Historia

### Lata 1516-1939

#### Kościół Opieki Najświętszej Maryi Panny
W 1516 r. właściciel miejscowych dóbr Jan Zenowicz herbu Deszpot ufundował przy rynku drewniany kościół parafialny Opieki Najświętszej Maryi Panny. Od fundatora zostało nadane: 6 domów z plebanią i szpitalem, folwark Pierzkowszczyzna i Sutoki, wioski: Hutory, Kudłaki, Markowo i inne. Ogółem parafia posiadała 23 włóki i 18 morgów ziemi. W opisie diecezji wileńskiej sporządzonym przez prałata Jana Albina w 1522 r. wspomniano o niekonsekrowanym jeszcze kościele w Postawach. Na prośbę księdza Mikołaja z Wojcieszyna w 1522 r. synowie Jana Zenowicza potwierdzili ten fundusz. Kościół spłonął podczas pożaru miasteczka ok. 1660 r., podczas wojny polsko-rosyjskiej. W 1744 r. parafia znajdowała się w dekanacie świrskim diecezji wileńskiej. Po pożarze Postaw w 1760 r. kościół został odbudowany przez potomków fundatora, a 20 lat później odnowiony przez ks. Józefa Brożyńskiego za pieniądze Konstantego hr Tyzenhauza. Świątyni nadano wezwanie Opieki Maryi Panny, św. Mikołaja i św. Jerzego. Przy niej istniał szpital zbudowany przez proboszcza ks. Andrzeja Szczęsnego. Po pożarze kościoła w 1840 r., nabożeństwa przeniesiono do kościoła franciszkanów. W 1842 r. parafia leżała w dekanacie nadwilejskim diecezji mińskiej, liczyła 2588 wiernych. Kościół został rozebrany przez władze carskie w ramach represji po powstaniu styczniowym. W jego miejscu wybudowano cerkiew prawosławną. W 1871 r. parafia leżała w diecezji wileńskiej, posiadała kaplice w miejscowościach: Kubarki, Mańkowicze. W 1886 r. parafia liczyła 2814 wiernych.

#### Kościół Niepokalanego Poczęcia Najświętszej Maryi Panny i klasztor franciszkanów
W latach 1616–1617 sekretarz króla Władysława IV Wazy Stanisław Biegański i jego żona Anna z Sienkiewiczów ufundowali klasztor ojców franciszkanów. Kościół i klasztor p.w. Niepokalanego Poczęcia NMP i św. Franciszka z Asyżu został zbudowany w 1640 r. na północny wschód od centrum Postaw, na wyspie utworzonej przez rzekę i kanał Miadziołka. Po powstaniu listopadowym klasztor został skasowany carskim ukazem z 19 lipca 1832 r., a następnie rozebrany (według niektórych źródeł po powstaniu styczniowym).

#### Kościół św. Antoniego Padewskiego
W latach 1898–1904 na fundamentach i piwnicach klasztoru wybudowano kościół św. Antoniego Padewskiego według projektu Artura Goebla. Został poświęcony w 1903 roku. W czasie I wojny światowej został zniszczony, odbudowano go w latach 20. XX w. Wezwanie Niepokalanego Poczęcia NMP w nazwie parafii upamiętnia pierwszy kościół w mieście, a wezwanie św. Antoniego Padewskiego odnosi się do obecnego patrona kościoła parafialnego. 
W 1828 r. z inicjatywy ks. Wacława Nurkowskiego wybudowanego kościół w Drozdowszczyźnie, gdzie później utworzono odrębną parafię. W tym samym czasie planowano budowę świątyni w Bałajach. W dniach 18 i 19 sierpnia 1931 r. odbył się w Postawach dekanalny kongres eucharystyczny. Uroczystą Mszę Świętą odprawił arcybiskup wileński Romuald Jałbrzykowski.

### II wojna światowa
4 lipca 1942 r. Niemcy rozstrzelali w Berezweczu wraz z czterema innymi kapłanami ks. dziekana Bolesława Maciejewskiego, który był miejscowym proboszczem od 1933 r. O pracy ks. Maciejewskiego w Postawach i przyczynie śmierci mówił ks. prof. Michał Sopoćko: „Odznaczał się wielką gorliwością i akuratnością w pełnieniu swych obowiązków oraz uprzejmością w obcowaniu z ludźmi, których zjednywał dla Kościoła. Zwalczał analfabetyzm i pijaństwo, organizował młodzież katolicką, na którą miał wielki wpływ, uświadamiając ją pod względem religijnym i narodowym. W czasie II wojny światowej władze okupacyjne poleciły skreślić z Litanii Loretańskiej wezwanie „Królowo Polski”, na co ks. Maciejewski nie zgodził się. Starosta postawski Łapyr (Białorusin) usilnie nalegał na to i przychodził osobiście do Ks. Dziekana, by to wezwanie opuszczał, grożąc niepożądanymi konsekwencjami, ale bez skutku. Wobec tego ks. Maciejowski został aresztowany i 4 lipca 1942 r. rozstrzelany w Berezweczu k/Głębokiego”. Proboszcz parafii w Zadziewiu ks. Jan Laska twierdził, że przyczyną uwięzienia księdza Maciejewskiego i kilku innych, był sprzeciw wobec zabierania i przetapiania na broń dzwonów kościelnych przez Niemców. Sprawy, które podają obaj księża prawdopodobnie były przyczyną lub pretekstem do jego aresztowania. Na cmentarzu przy kościele parafialnym znajduje się symboliczny nagrobek księdza z 2000 roku, jego nazwisko widnieje również na symbolicznym grobie z 2002 r. w lesie Borek w Berezweczu.
Obowiązki po ks. Bolesławie Maciejewskim przejął wcześniejszy wikariusz ks. Aleksander Grabowski, który kontynuował działalność patriotyczną. W pierwszych dniach stycznia 1944 r. groziło mu aresztowanie przez Niemców, przez co 5 stycznia został kapelanem 5 Wileńskiej Brygady AK, dowodzonej przez majora Zygmunta Szendzielarza „Łupaszkę”. Miał pseudonim „Ignacy”.

### Okres powojenny
Po wojnie proboszczem w Postawach został karmelita bosy o. Beniamin Kozera. Posługiwał jednocześnie w 12 parafiach dawnego powiatu postawskiego. W nocy z 9 na 10 lutego 1949 r. ojciec został aresztowany przez NKWD. Tej nocy aresztowano również większość księży z sąsiednich powiatów. Cztery miesiące śledztwa spędził w więzieniu w Mołodecznie. Został skazany na 25 lat łagrów i zesłany do obozu w Żezkazganie w Kazachstanie. Pracował w kopalniach miedzi. Został ranny podczas powstania w łagrze w Kengirze w 1954 r. Został zwolniony 5 grudnia 1955 r. z powodu choroby i wrócił do Postaw. Do 1958 r. prowadził pracę duszpasterską w domu, po czym został zmuszony przez KGB do wyjazdu do Polski.
W 1949 r. władze sowieckie odebrały kościół parafialny wiernym i zamieniły go na skład zboża. W 1974 r. zaczęto przerabiać go na fabrykę części elektrycznych i jako fabryka funkcjonował do 1988 r. Wówczas po usilnym staraniu wiernych oddano kościół na rzecz katolików. Był to pierwszy kościół zwrócony wiernym w ZSRR. Został na nowo poświęcony po trzyletnim remoncie.
Przy kościele znajduje się klasztor Zgromadzenia Sióstr Matki Bożej Miłosierdzia.

## Cmentarz parafialny
Na cmentarzu znajduje się kwatera polskich żołnierzy poległych w wojnie polsko-bolszewickiej ekshumowanych z miejscowości Bahudziuki, Hoduciszki, Komaje, Koziany, Michaliszki, Ozierawo, Platerów, Podzisieniki, Przewoźniki, Rabieki, Wielka Olsia, Wilejty, Winogrady.

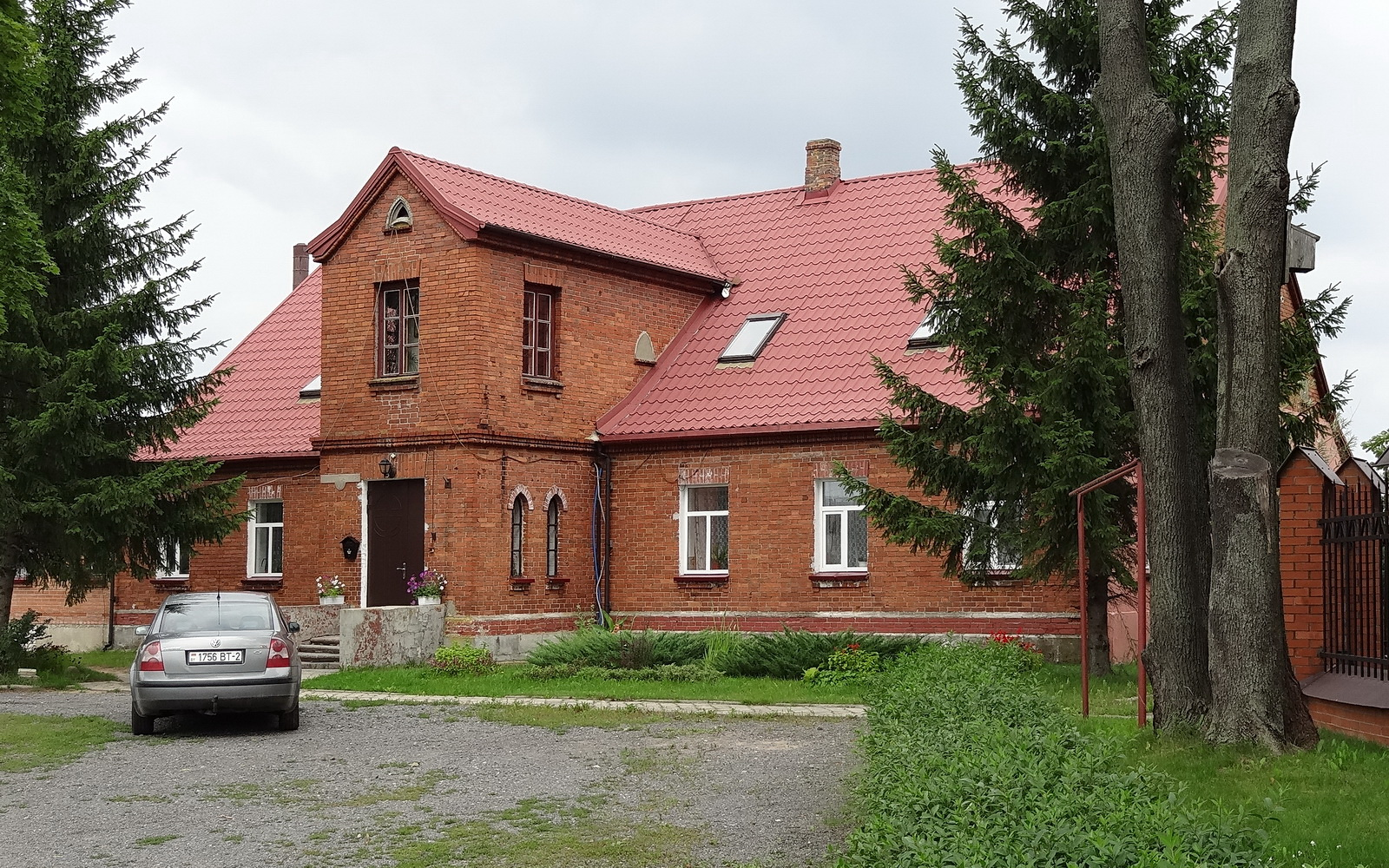
Plebania parafialna

## Proboszczowie parafii od 2. połowy XVIII w.
| imię i nazwisko             | daty urzędowania |
| --------------------------- | ---------------- |
| Ks. Andrzej Szczęsny        |                  |
| Ks. Władysław Sławski       |                  |
| Ks. Józef Brożyński         |                  |
| Ks. Jan Antoni Szule        | 1784             |
| Ks. Antoni Szulc            | 1789 – 1792      |
| Ks. Hieronim Sobolewski (c) | 1842 – 1843      |
| Ks. Józef Wasjery           | 1872             |
| Ks. Kraujalis               | 1911             |
| Ks. Wacław Nurkowski        | 1924 – 1925      |
| Ks. Bolesław Maciejewski    | 1935 – 1942      |
| Ks. Aleksander Grabowski    | 1942             |
| Ks. Michniewicz (dz.)       | 1943             |
| o. Beniamin Kozera OCD      | 1944 – 1949      |
| Ks. Jan Szutkiewicz         | 1988 – 1994      |
| Ks. Zbigniew Bojar SCJ      | 1994 – 1999      |
| Ks. Krzysztof Siłkowski SCJ | 1999 – 2003      |
| Ks. Andrzej Woźniak SCJ     | 2003 – 2016      |
| Ks. Wadim Prosianoj SCJ     | 2016 –           |